# Thongchai Silamool
Thongchai Silamool (* 23. Dezember 1999) ist ein thailändischer Leichtathlet, der im Kugelstoßen sowie im Diskuswurf an den Start geht.

## Karriere
Erste internationale Erfahrungen sammelte Thongchai Silamool im Jahr 2018, als er bei den Juniorenasienmeisterschaften in Gifu mit einer Weite von 16,71 m den achten Platz im Kugelstoßen belegte und auch im Diskuswurf mit 49,71 m auf Rang acht gelangte. Im Jahr darauf erreichte er bei den Südostasienspielen in Capas mit 48,38 m Rang sechs im Diskusbewerb und 2023 wurde er bei den Südostasienspielen in Phnom Penh mit 16,06 m Sechster im Kugelstoßen. Anschließend gelangte er bei den Asienmeisterschaften in Bangkok mit 15,85 m auf den zehnten Platz im Kugelstoßen und im Diskusbewerb erreichte er mit 49,14 m Rang elf.
In den Jahren 2020 und 2021 wurde Thongchai Silamool thailändischer Meister im Diskuswurf.

## Persönliche Bestleistungen
- Kugelstoßen: 16,06 m, 9. Mai 2023 in Phnom Penh
- Diskuswurf: 50,28 m, 3. April 2022 in Pathum Thani